# Rövenich
Rövenich is een plaats in de Duitse gemeente Zülpich, deelstaat Noordrijn-Westfalen, en telt 443 inwoners (2006).